# آرون نوریس
آرون نوریس (انگلیسی: Aaron Norris؛ زادهٔ ۲۳ نوامبر ۱۹۵۱) یک کارگردان، بدل کار و تهیه‌کننده فیلم اهل گاردنا، کالیفرنیا از ایالات متحده آمریکا است.
همچنین او برادر کوچک‌تر چاک نوریس می‌باشد.

## آثار کارگردانی
برادوک: عملیات جنگی ۳ (۱۹۸۸)
رهبر جوخه (فیلم ۱۹۸۸)
نیروی دلتا ۲: اتصال کلمبیا (۱۹۹۰)
هیتمن (فیلم ۱۹۹۱)
سایدکیک (فیلم ۱۹۹۲)
پلیس خوب، پلیس بد (۱۹۹۳)
مقیم جهنم (فیلم ۱۹۹۴)
سریال واکر، رنجر تگزاس (۴ قسمت سریال را کارگردانی کرده است) 
سگ برتر (فیلم ۱۹۹۵)
سلحشور جنگل (فیلم ۱۹۹۶)
والکر رنجر تگزاس : محاکمه توسط آتش (تله‌فیلم - ۲۰۰۵)